# Kjell Janne Wiborgh
Kjell Janne Wiborgh, född 17 juli 1905 i Danderyd i Stockholms län, död 18 maj 1975 i Nälden i Jämtland (kyrkobokförd i Helsingborg), var en svensk tecknare.
Han var son till civilingenjören August Wiborgh och Karin Jonsson och från 1933 gift med konstnären Elisabeth Johansson. Wiborgh studerade konst kortare perioder från 1925 i Stockholm, Frankrike och Danmark till 1935 men ansåg att han inte haft något större utbyte av sina studier utan att hans konstnärskap baserades på självstudier. Han var bosatt i Danmark 1933–1937 och tillbringade då vintermånaderna i Sydeuropa där han då hämtade sina flesta motiv. Han arbetade som illustratör i dansk och svensk press 1930–1945 samt med reklam och skämtteckning. Han illustrerade ett flertal böcker bland annat Nikolay Henriksens Mogu tundrans son och Alfred Christian Westergaards Fiskarpojkarna. I mitten av 1940-talet övergick han till den målade bildkonsten. Förutom i Danmark ställde han ut separat i Höganäs, Helsingborg, Ljungby, Göttingen, Strömsund, Brunflo samt ett flertal gånger i Uddevalla och Östersund. Han medverkade regelbundet i Helsingborgs konstförenings vårutställningar och Skånes konstförenings höstutställningar samt från 1950 i så gott som samtliga utställningar arrangerade av Jämtlands läns konstförening i Östersund. Han var representerad i Liljevalchs konsthalls Stockholmssalong 1962. Wiborgh är representerad vid Jämtlands läns museum i Östersund.